# ジェルジ・ゲドー
ジェルジ・ゲドー（György Gedó、1949年4月23日 - ）は、ハンガリーの元男子アマチュアボクシング選手である。162cm48kg。
ブダペストで生まれた。1968年から4回連続でオリンピックに出場し、1972年ミュンヘンオリンピックのボクシング競技では、北朝鮮のキム・ウージルを5-0の判定で破って金メダルを獲得した。
ゲドーは、ヨーロッパアマチュアボクシング選手権のライトフライ級で1969年と1971年に金メダル、1975年に銅メダルを獲得している。